# Copperhead (arrampicata)
Il copperhead è un attrezzo utilizzato per la progressione in Arrampicata su roccia, in particolare nell'arrampicata artificiale.

## Descrizione
Si tratta di un piccolo nut munito di una piccola testa forgiata con metallo morbido collegata ad un cavo d'acciaio, in origine rame o ottone, in tempi più recenti alluminio. I copperhead sono piazzati nelle più minuscole fessure dove la loro malleabilità gli permette di conformarsi con la roccia, e spesso è necessario modellarli con la punta di un martello-piccozza o con uno scalpello. Questo strumento è progettato per sostenere il peso di un uomo solo durante la progressione, poiché nella maggior parte dei casi si spezzerebbe in caso di una caduta anche solo di pochi metri, per questo, in ambito alpinistico, è considerato la protezione meno sicura.